# احترسن أيتها الحسناوات
احترسن أيتها الحسناوات (بالهندية: बचना ऐ हसीनो) (نقحرة: باتشنا أي هاسينو) هو فيلم كوميدي رومانسي هندي باللغة الهندية صدر عام 2008، من إخراج سيدهارث أناند، الذي سبق له إخراج فيلمي سلام ناماستي (2005) وتا را رم بم (2007). تم إنتاج الفيلم بواسطة شركة ياش راج فيلم، ويضم في أدوار البطولة كلًا من رانبير كابور، وبيباشا باسو، وديبيكا بادوكون، ومينيشا لامبا. تم اختيار عنوان الفيلم من الأغنية الشهيرة "باتشنا أي هاسينو" من فيلم هم كيسي سي كوم ناهين (1977)، الذي كان من بطولة والد رانبير كابور، ريشي كابور.
صدر الفيلم في 15 أغسطس 2008، تزامناً مع الذكرى الـ61 لاستقلال الهند، وحقق إيرادات بلغت 61.57 كرور روبية عالميًا، ليصبح ثامن أعلى الأفلام الهندية إيرادًا في عام 2008. تلقى الفيلم آراء متباينة إلى إيجابية من النقاد عند صدوره، حيث أشادوا بالموسيقى التصويرية، والتصوير السينمائي، والأزياء، مع ثناء كبير على أداء بيباشا باسو.
في النسخة الرابعة والخمسين من جوائز فيلم فير، تلقى الفيلم 3 ترشيحات: أفضل ممثلة مساعدة (بيباشا باسو)، أفضل مغني بلاي باك رجالي (كيه كيه عن أغنية "Khuda Jaane")، وأفضل مغنية بلاي باك نسائية (شيلبا راو عن أغنية "Khuda Jaane").

## قصة الفيلم
راج شارما هو شاب مغرور يعيش حياته مستمتعًا بالعلاقات العابرة دون التزام. يلتقي بثلاث نساء في مراحل مختلفة من حياته، ويعلمه كل لقاء درساً مهماً عن الحب. القصة تبدأ في عام 2008، وتنتقل إلى الماضي من خلال سلسلة من الذكريات التي تصف نموه العاطفي والأخلاقي.

### 1996 – سويسرا: ماهي
أثناء رحلة إلى سويسرا مع أصدقائه، يلتقي راج بماهي باسريشا، فتاة حالمة تؤمن بالحب الحقيقي وتبحث عن "راج" الخاص بها (في إشارة إلى فيلم رجوع العاشق المجنون (1995)). بعد أن تفوت ماهي القطار، يساعدها راج على الوصول إلى المطار عبر طريق آخر. على طول الطريق، يقرأ لها قصيدة وديعة كتبها من أجلها، وينتهي الأمر بتبادل قبلة. ومع ذلك، عندما تفتح الورقة التي كتب عليها القصيدة، تجدها فارغة. يفاخر راج لاحقًا أمام أصدقائه بأنه استغل الموقف، مما يؤدي إلى صدمة وتحطم قلب ماهي التي تسمع حديثه. يدرك راج خطأه ويغادر مكانه بخجل.

### 2002 – مومباي: راديكا
بعد ست سنوات، ينتقل راج إلى مومباي ويعمل كمصمم ألعاب لدى شركة مايكروسوفت. يدخل في علاقة مع جارته راديكا كابور، عارضة أزياء طموحة. عندما يحصل على فرصة للسفر إلى سيدني لإطلاق لعبة جديدة، يخطط لترك راديكا دون أن يخبرها، معتقداً أنها ستتجاوز الأمر بسهولة. لكن رؤيته تتغير عندما تعلن راديكا عن استعدادها للتضحية بمستقبلها المهني من أجل الزواج منه. غير قادر على مواجهة خوفه من الالتزام، يهرب راج في يوم زفافهما ويتركها محطمة.

### 2007 – سيدني: غايتري
بعد خمس سنوات، يعيش راج حياة مهنية ناجحة في سيدني. يلتقي بـ غايتري ديفيشا، طالبة إدارة أعمال مستقلة تعمل سائقة سيارة أجرة ليلاً. يقع راج في حبها ويتحدى شعوره بالخوف من الالتزام، ويعرض الزواج عليها، لكنها ترفض، موضحة أنها سعيدة بحياتها كما هي ولا تؤمن بالزواج.
الرفض يجعل راج يدرك الألم الذي تسبب فيه لماهي وراديكا. يقرر البحث عنهما وطلب المغفرة.

### 2008 – الزمن الحاضر
- ماهي: يعود راج إلى الهند ويبحث عن ماهي، التي أصبحت متزوجة وأمًا لطفلين. زوجها جوغي سينغ يلوم راج على فقدان ماهي إيمانها بالحب. يعتذر راج ويصلح علاقته بماهي، مما يعيد إشعال حبها لزوجها.
- راديكا (شريا): يكتشف أن راديكا أصبحت عارضة أزياء ناجحة باسم شريا راثور. بعد محاولات عديدة، توافق شريا على مسامحته بعد أن يجبره على العمل مساعدًا شخصيًا لها لتحمل إهاناتها.
بعد نجاحه في "مهمته" يعود راج إلى أستراليا ويكتشف أن غايتري كتبت له رسائل عديدة تعبر فيها عن ندمها. يلتقيان مجددًا ويعترفان بحبهما لبعضهما، لتنتهي القصة بإعادة لم شملهما.

## الممثلون
- رانبير كابور في دور راج شارما

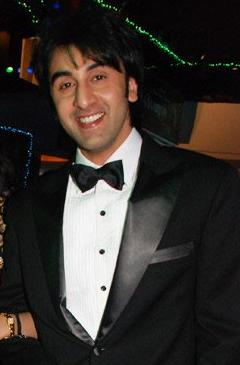
رانبير كابور بطل الفيلم

- ديبيكا بادوكون في دور غايتري ديفيشا
- بيباشا باسو في دور راديكا كابور / شريا راثور
- مينيشا لامبا في دور ماهي أهلواليا (باسريشا سابقًا)
- كونال كابور في دور جوغيندر "جوغي" سينغ أهلواليا، زوج ماهي
- هيتن بينتال في دور ساشين كاشياب، صديق راج المقرب
- سوميت أرورا في دور مانيش أهوجا، صديق راج
- بونيت إيسار في دور روهيت باسريشا، والد ماهي
- أفانتيكا هوندال في دور مونا جوشي، صديقة ماهي
- شام ماشالكار في دور فيشال بهاردواج، صديق راج
- ناتاشا بهاردواج في دور بريتي مالهوترا، أفضل صديقات ماهي
- براكتيك ديكشيت في دور كاران باهل، صديق جوغي

## إنتاج الفيلم

### اختيار طاقم التمثيل
في أبريل 2007، ظهرت تقارير تشير إلى أن المخرج سيدهارث أناند اختار رانبير كابور لدور البطولة، لكنه نفى ذلك واعتبره مجرد شائعات. لاحقًا، أكد أن كابور هو بالفعل بطل الفيلم. كان أناند يتفاوض مع بريتي زينتا، وبيباشا باسو، وديبيكا بادوكون للأدوار النسائية، لكنه تحفظ عن إعلان الأسماء حتى يتم توقيع العقود. في يونيو 2007، تم اختيار كاترينا كيف وديبيكا بادوكون للعب دورين نسائيين رئيسيين، إلا أن دور كيف أُزيل من النص بسبب طول السيناريو. عُرض الدور على أمريتا راو لكنها رفضت.

### التصوير
تم تصوير مشاهد بيباشا باسو في مومباي بالهند، وكابري بإيطاليا. ومشاهد ديبيكا بادوكون فصُورت في سيدني، مع تصوير أغنية "Khuda Jaane" في عدة مواقع بإيطاليا، منها البندقية، ألبيروبيلو، سانتا تشيزاريا تيرمي، ماتيناتا، أبوليا، نابولي، وكابري. أما مشاهد مينيشا لامبا، المستوحاة من فيلم رجوع العاشق المجنون، صُورت في مواقع مشابهة في أمريتسار وسويسرا.

### التصميم والإطلالات
صمم أزياء الفيلم أكي نارولا، الذي أظهر تطور شخصية رانبير كابور عبر الزمن من خلال تغيير الإطلالات. في الأغنية الرئيسية، قام كابور بتغيير ملابسه 10 مرات في لقطة واحدة. كما عمل نارولا على تمييز أزياء الشخصيات النسائية الثلاث، بحيث يعكس أسلوب كل شخصية اختلافها عن الأخريات دون تداخل.

### التفاصيل التقنية
باعتبار أن اثنين من الشخصيات يعملان في استديوهات مايكروسوفت للألعاب، تمت الإشارة إلى العديد من ألعاب الفيديو التي أصدرتها الشركة. بالإضافة إلى ذلك، معظم الأفلام المرجعية في الفيلم كانت من إنتاج ياش راج، باستثناء فيلم هم كيسي كم ناهين (1977).

## وصلات خارجية
- احترسن أيتها الحسناوات على موقع IMDb (الإنجليزية)
- احترسن أيتها الحسناوات على موقع ميتاكريتيك (الإنجليزية)
- احترسن أيتها الحسناوات على موقع روتن توميتوز (الإنجليزية)
- احترسن أيتها الحسناوات على موقع نتفليكس (الإنجليزية)
- احترسن أيتها الحسناوات على موقع قاعدة بيانات الأفلام العربية
- احترسن أيتها الحسناوات على موقع ألو سيني (الفرنسية)
- احترسن أيتها الحسناوات على موقع Turner Classic Movies (الإنجليزية)
- احترسن أيتها الحسناوات على موقع أول موفي (الإنجليزية)
- احترسن أيتها الحسناوات على موقع فيلمافينيتي (الإسبانية)
- احترسن أيتها الحسناوات على موقع قاعدة بيانات الفيلم (الإنجليزية)